# Anthophora ekuivensis
Anthophora ekuivensis är en biart som beskrevs av Cockerell 1908. Anthophora ekuivensis ingår i släktet pälsbin, och familjen långtungebin. Inga underarter finns listade i Catalogue of Life.